# Изобильное (Кировский район)
Изоби́льное (до 1948 года Аса́н-Бай Тата́рский; укр. Ізобільне, крымскотат. Tatar Asan Bay, Татар Асан Бай) — село Кировского района Республики Крым, в составе Первомайского сельского поселения (согласно административно-территориальному делению Украины — Первомайского сельсовета Автономной Республики Крым).

## Население
| 2001 | 2014 |
| ---- | ---- |
| 205  | ↗233 |

Всеукраинская перепись 2001 года показала следующее распределение по носителям языка
| Язык             | Процент |
| ---------------- | ------- |
| русский          | 73.17   |
| крымскотатарский | 26.83   |

### Динамика численности
| - 1805 год — 129 чел. - 1864 год — 161 чел. - 1889 год — 37 чел. - 1892 год — 0 чел. - 1902 год — 42 чел. - 1915 год — 0/14 чел. | - 1926 год — 186 чел. - 1939 год — 98 чел. - 1989 год — 281 чел. - 2001 год — 205 чел. - 2009 год — 231 чел. - 2014 год — 233 чел. |

## Современное состояние
На 2017 год в Изобильном числится 5 улиц и 1 переулок; на 2009 год, по данным сельсовета, село занимало площадь 21,2 гектара на которой, в 110 дворах, проживал 231 человек. Изобильное связано автобусным сообщением с Феодосией, райцентром и соседними населёнными пунктами.

## География
Изобильное — село на юго-востоке района в степном Крыму, на левом берегу реки Чорох-Су, высота центра села над уровнем моря — 101 м. Долина крохотной речки густо заселена — к Изобильному примыкают с примыкают с запада и востока Тутовка и Маковское, в 1 км на северо-восток — Журавки, в 1,5 км на юго-запад — Садовое и Жемчужина Крыма. Райцентр Кировское — примерно в 15 километрах (по шоссе), там же ближайшая железнодорожная станция — Кировская (на линии Джанкой — Феодосия). Транспортное сообщение осуществляется по региональной автодороге 35К-017 Кировское — Первомайское (по украинской классификации — Т-0113).

## История
Старинное крымское селение Асан-Бай (крымскотат. Асан Бай) издавна располагалось по обоим берегам реки Чорох-Су, что, в результате административных реформ советского времени, стало поводом к образованию двух самостоятельных сёл: Тутовки и Изобильного. Разделение произошло в результате выделения, при разукрупнении районов в 1935 году, из части Старо-Крымского района Кировского, граница между которыми была проведена по реке (Кировский район находился по левому берегу, Старо-Крымский — по правому). Таким образом Асан-Бай (к тому времени имевший уточнение Татарский) оказался в разных районах.
Первое документальное упоминание села встречается в Камеральном Описании Крыма… 1784 года, судя по которому, в последний период Крымского ханства Гасан бай входил в Колечский кадылык Кефинского каймаканства. После присоединения Крыма к России (8) 19 апреля 1783 года, (8) 19 февраля 1784 года, именным указом Екатерины II сенату, на территории бывшего Крымского Ханства была образована Таврическая область и деревня была приписана к Левкопольскому, а после ликвидации в 1787 году Левкопольского — к Феодосийскому уезду Таврической области. После Павловских реформ, с 1796 по 1802 год, входила в Акмечетский уезд Новороссийской губернии. По новому административному делению, после создания 8 (20) октября 1802 года Таврической губернии, Асанбай включили в состав Байрачской волости Феодосийского уезда.
По Ведомости о числе селений, названиях оных, в них дворов… состоящих в Феодосийском уезде от 14 октября 1805 года , в деревне Гасанбай числилось 17 дворов и 129 жителей крымских татар. На военно-топографической карте генерал-майора Мухина 1817 года деревня Гасанбай обозначена с 19 дворами. После реформы волостного деления 1829 года Гасан бай, согласно «Ведомости о казённых волостях Таврической губернии 1829 года», отнесли к Учкуйской волости (переименованной из Байрачской). Затем, видимо, вследствие эмиграции крымских татар в Турцию, деревня заметно опустела и на карте 1836 года в деревне записано по 2 русских и татарских двора с припиской «разорена в 1839 г.», а на карте 1842 года обозначены две деревни Гасан бай на разных берегах Чорох-Су: условным знаком «малая деревня», то есть, менее 5 дворов — на правом и, как развалины — на левом.
В 1860-х годах, после земской реформы Александра II, деревню приписали к Салынской волости. Согласно «Списку населённых мест Таврической губернии по сведениям 1864 года», составленному по результатам VIII ревизии 1864 года, Гассан-Бай — владельческая деревня татарская и греческая с 30 дворами, 161 жителем и мечетью при речке Чурюк-Су. По обследованиям профессора А. Н. Козловского начала 1860-х годов, в селении «…имелась пресная вода в изобилии из горных родников и ручьёв», м также из реки. На трёхверстовой карте Шуберта 1865—1876 года в деревне Гассан-Бай обозначено 27 дворов. В последующие годы происходило опустение деревни. В «Памятной книге Таврической губернии 1889 года», по результатам Х ревизии 1887 года, в Салынской волости записаны 2 деревни вместе — Асан-Бай и Сеит-Эли, в которых числилось 14 дворов и 37 жителей, а, на верстовой карте 1890 года на месте деревни обозначен господский двор Гассан-Бай.
После земской реформы 1890-х годов деревню приписали к Владиславской волости. По «…Памятной книжке Таврической губернии на 1892 год» в деревне Асанбай, не входившей ни в одно сельское общество, жителей и домохозяйств не числилось. По «…Памятной книжке Таврической губернии на 1902 год» в деревне Асанбай, находившейся в частном владении, числилось 42 жителя, домохозяйств не имеющих. По Статистическому справочнику Таврической губернии. Ч.II-я. Статистический очерк, выпуск пятый Феодосийский уезд, 1915 год, в экономии Асанбай Владиславской волости Феодосийского уезда числился 1 двор с населением в количестве 14 человек только «посторонних» жителей.
После установления в Крыму Советской власти, по постановлению Крымревкома от 8 января 1921 года была упразднена волостная система и село вошло в состав вновь созданного Владиславовского района Феодосийского уезда, а в 1922 году уезды получили название округов. 11 октября 1923 года, согласно постановлению ВЦИК, в административное деление Крымской АССР были внесены изменения, в результате которых округа ликвидировались и Владиславовский район стал самостоятельной административной единицей. Декретом ВЦИК от 4 сентября 1924 года «Об упразднении некоторых районов Автономной Крымской С. С. Р.» Владиславовский район в октябре 1924 года был преобразован в Феодосийский и село включили в его состав. Согласно Списку населённых пунктов Крымской АССР по Всесоюзной переписи 17 декабря 1926 года, в состав Сеит-Элинского сельсовета Феодосийского района входили село Асан-Бай, в котором числилось 44 двора, все крестьянские, население составляло 186 человек, из них 94 грека, 72 украинца, 17 русских, 1 немец, 2 записаны в графе «прочие» и артель Асан-Бай (Давалы) — 40 дворов, из них 39 крестьянских, 122 татарина, 35 русских, 5 украинцев, 1 записан в графе «прочие», действовала татарская школа I ступени (пятилетка), но определить, которое было предшественником Тутовки, а которое — Изобильного, пока не представляется возможным. Постановлением ВЦИК «О реорганизации сети районов Крымской АССР» от 30 октября 1930 года из Феодосийского района был выделен (воссоздан) Старо-Крымский район (по другим сведениям 15 сентября 1931 года) и село включили в его состав. По данным всесоюзной переписи населения 1939 года в селе проживало 98 человек.

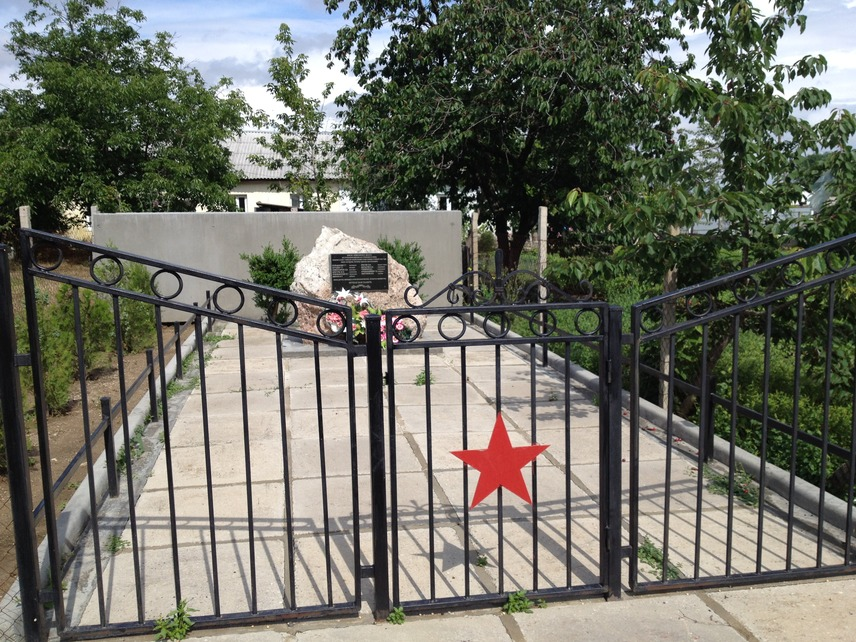
Братская могила советских воинов.

В годы Великой Отечественной войны 14 января 1942 года в село прорвалась группа бойцов 818-го стрелкового полка 236-й дивизии, участников феодосийского десанта. В бою с гитлеровцами вся группа погибла — последние бойцы, зонявшие оборону в совхозном сарае, были сожжены. Обгоревшие тела 12 воинов местные жители похоронили в братской могиле, на которой в  1957 году был установлен памятник, в 1980-х годах заменённый, который, в свою очередь, ещё раз заменили в новое время. На первом памятнике была лишь фамилия младшего лейтенанта Степана Логвиновича Большанина, остальные были неизвестны. Впоследствии установлены имена ещё 12 воинов, остальные пока неизвестны. Постановлением Совета министров Республики Крым № 627 от 20 декабря 2016 года отнесённый к категории объектов культурно-исторического наследия России регионального значения.
В 1944 году, после освобождения Крыма от фашистов, согласно Постановлению ГКО № 5859 от 11 мая 1944 года, 18 мая крымские татары были депортированы в Среднюю Азию. 12 августа 1944 года было принято постановление № ГОКО-6372с «О переселении колхозников в районы Крыма» и в сентябре того же года в село приехали первые переселенцы, 1268 семей, из Курской, Тамбовской и Ростовской областей, а в начале 1950-х годов последовала вторая волна переселенцев. С 1954 года местами наиболее массового набора населения стали различные области Украины. С 25 июня 1946 года Асанбай в составе Крымской области РСФСР. Указом Президиума Верховного Совета РСФСР от 18 мая 1948 года, Асанбай татарский (или просто Асан-Бай) переименовали в Изобильное. 26 апреля 1954 года Крымская область была передана из состава РСФСР в состав УССР. После ликвидации в 1959 году Старокрымского района село переподчинили Кировскому. Время включения в Журавский сельсовет пока не установлено: на 15 июня 1960 года село уже числилось в его составе. Указом Президиума Верховного Совета УССР «Об укрупнении сельских районов Крымской области», от 30 декабря 1962 года Кировский район был упразднён и село присоединили к Белогорскому. 1 января 1965 года, указом Президиума ВС УССР «О внесении изменений в административное районирование УССР — по Крымской области», вновь включили в состав Кировского. На 1 января 1968 года Изобильное уже входило в Первомайский сельсовет). По данным переписи 1989 года в селе проживал 281 человек. С 12 февраля 1991 года село в восстановленной Крымской АССР, 26 февраля 1992 года переименованной в Автономную Республику Крым. С 21 марта 2014 года в составе Крыма аннексировано Россией.